# أل ودال
أل ودال (بالإنجليزية: Al Woodall)‏ هو لاعب كرة قدم أمريكية أمريكي، ولد في 7 ديسمبر 1945 في إيروين في الولايات المتحدة.

## وصلات خارجية
- أل ودال على موقع مرجع كرة القدم المحترفة.كوم (الإنجليزية)